# Bochumer Uni-Run

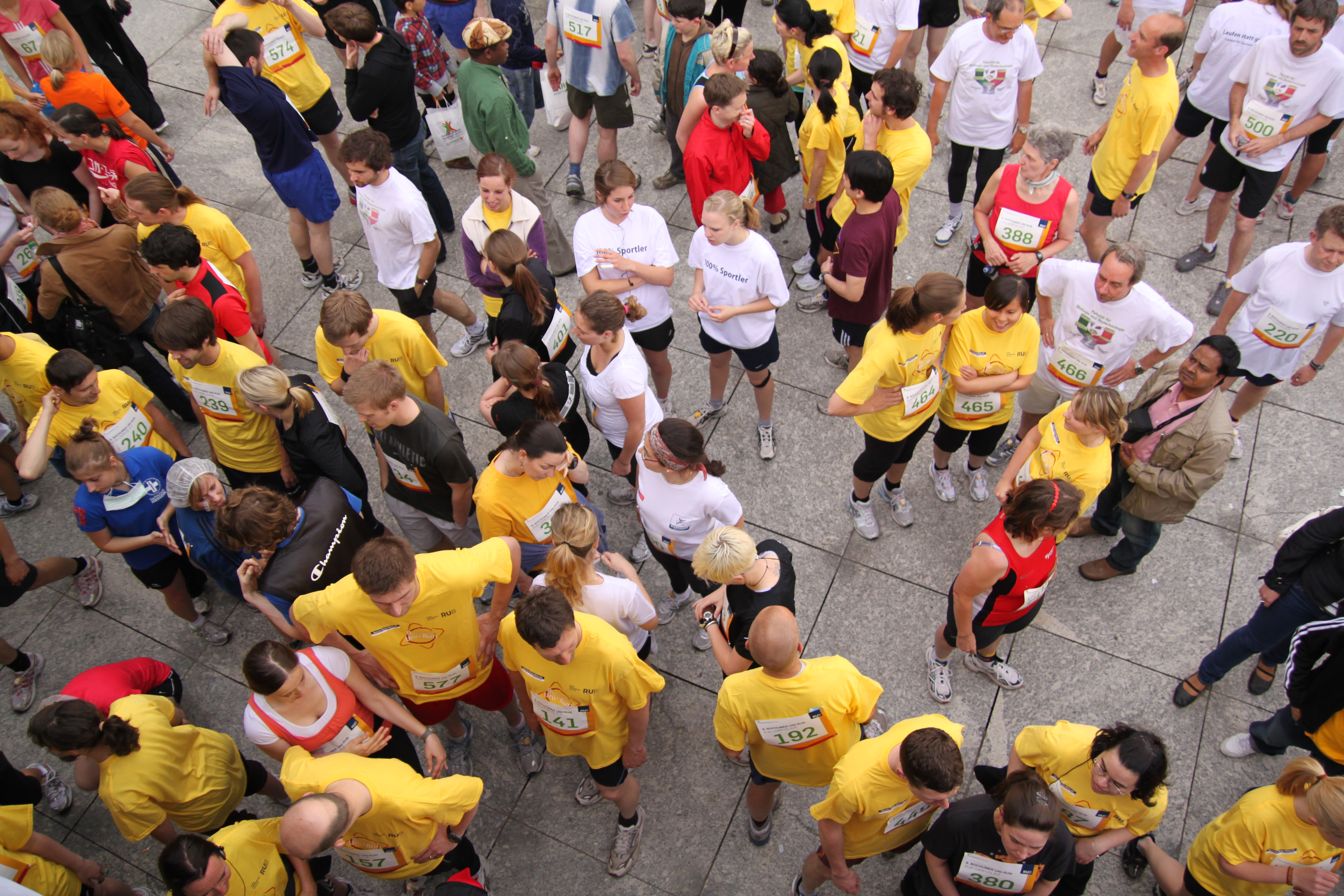
Kurz vor dem Startschuss 2010

Der Bochumer Uni-Run ist eine Laufveranstaltung für jedermann, die zwischen 2003 und 2015 jährlich auf dem Gelände der Ruhr-Universität Bochum ausgetragen wurde.
Zwischen 2006 und 2015 fand der Uni-Run während des Uni-Sommerfestes RUBissimo am Mittwoch vor Fronleichnam statt. 